# Bia (1. řada)
První řada argentinského muzikálového televizního seriálu Bia byla premiérově vysílána na stanici Disney Channel od 24. června do 8. listopadu 2019.

## Obsazení

### Hlavní role
- Isabela Souza jako Beatriz „Bia“ Urquiza (český dabing: Malvína Pachlová)
- Julio Peña jako Manuel Quemola Gutiérrez (český dabing: Roman Hajlich)
- Guido Messina jako Alex Gutiérrez (český dabing: David Štěpán)
- Andrea De Alba jako Carmín Laguardia (český dabing: Sára Milfajtová / Ivana Veselá)
- Rodrigo Rumi jako Marcos Golden (český dabing: Daniel Krejčík)
- Giulia Guerrini jako Chiara Callegri (český dabing: Štěpánka Fingerhutová)
- Agustina Palma jako Celeste Quinterro (český dabing: Nina Horáková)
- Micaela Díaz jako Daisy Durant (český dabing: Jitka Jirsová)
- Gabriella Di Grecco jako Ana / Helena Urquiza (český dabing: Martina Kechnerová)
- Julia Argüelles jako Mara Morales (český dabing: Lucie Kušnírová)
- Alan Madanes jako Pietro Benedetto (český dabing: Ondřej Havel)
- Luis Giraldo jako Jhon Caballero (český dabing: Josef Fečo)
- Esteban Velásquez jako Guillermo Ruíz (český dabing: Daniel Margolius)
- Daniela Trujillo jako Isabel „Pixie“ Ocaranta (český dabing: Klára Kubištová)
- Fernando Dente jako Víctor Gutiérrez (český dabing: Robert Hájek)
- Rhener Freitas jako Thiago Kunst (český dabing: Radovan Klučka)
- Jandino jako Jandino (český dabing: Jakub Nemčok)
- Valentina Gonzalez jako Aillén (český dabing: Barbora Šedivá)
- Sergio Surraco jako Antonio Gutiérrez (český dabing: Martin Hruška)
- Estela Ribeiro jako Alice Urguiza (český dabing: Dana Pešková)
- Alejandro Botto jako Mariano Urquiza (český dabing: Jiří Balcárek)
- Mariela Pizzo jako Paula Gutiérrez (český dabing: Tereza Martínková)

### Vedlejší role
- Katja Martínez jako Jazmín Carbajal (český dabing: Sabina Rojková)
- Sebastián Villalobos (český dabing: Pavel Vondrák)
- Kevsho (český dabing: Pavel Dytrt)
- Sebastián Sinnott jako Charly
- Santiago Sapag jako Milo
- Facundo Gambandé jako Marcelo
- Simón Tobías jako Hugo Landa „Indy House“ (český dabing: Jakub Nemčok)
- Mirela Payret jako Lucía Gutiérrez
- María José Garzón „Poché“
- Daniela Calle
- Ezequiel Fernanz
- Ana Carolina Valsagna

## Seznam dílů

#### První část:Taková jsem(2019)
| Č. v seriálu | Č. v řadě | Původní název                 | Premiéra v Argentině | Premiéra v ČR      |
| ------------ | --------- | ----------------------------- | -------------------- | ------------------ |
| 1            | 1         | Colorear una nueva aventura   | 24. června 2019      | 4. listopadu 2019  |
| 2            | 2         | Sonido de una melodia         | 25. června 2019      | 5. listopadu 2019  |
| 3            | 3         | Melodias En Sintonia          | 26. června 2019      | 6. listopadu 2019  |
| 4            | 4         | Voces De solo Corazón         | 27. června 2019      | 7. listopadu 2019  |
| 5            | 5         | Las dos Partes De Una Canción | 28. června 2019      | 11. listopadu 2019 |
| 6            | 6         | La Chica de la Voz            | 1. července 2019     | 12. listopadu 2019 |
| 7            | 7         | Corazones Confusos            | 2. července 2019     | 13. listopadu 2019 |
| 8            | 8         | La Bicicleta De Bia           | 3. července 2019     | 14. listopadu 2019 |
| 9            | 9         | Video Secreto                 | 4. července 2019     | 18. listopadu 2019 |
| 10           | 10        | Mal Entendido                 | 5. července 2019     | 19. listopadu 2019 |
| 11           | 11        | Mala Repercusión              | 8. července 2019     | 20. listopadu 2019 |
| 12           | 12        | El Video De Carmín            | 9. července 2019     | 21. listopadu 2019 |
| 13           | 13        | #StopBiaHater                 | 10. července 2019    | 25. listopadu 2019 |
| 14           | 14        | La cobra ataca novamente      | 11. července 2019    | 26. listopadu 2019 |
| 15           | 15        | La vida te devuelve           | 12. července 2019    | 27. listopadu 2019 |
| 16           | 16        | Talento Bia                   | 15. července 2019    | 28. listopadu 2019 |
| 17           | 17        | Remover con el Pasado         | 16. července 2019    | 2. prosince 2019   |
| 18           | 18        | El proximo Paso               | 17. července 2019    | 3. prosince 2019   |
| 19           | 19        | ¿Es solo interés?             | 18. července 2019    | 4. prosince 2019   |
| 20           | 20        | Cuéntales                     | 19. července 2019    | 5. prosince 2019   |

#### Druhá část:Všechno se vrací(2019)
| Č. v seriálu | Č. v řadě | Původní název                                | Premiéra v Argentině | Premiéra v ČR   |
| ------------ | --------- | -------------------------------------------- | -------------------- | --------------- |
| 21           | 21        | Conflitos Familiares                         | 19. srpna 2019       | 9. března 2020  |
| 22           | 22        | Amor Imposible                               | 20. srpna 2019       | 10. března 2020 |
| 23           | 23        | La Canción Inacabada                         | 21. srpna 2019       | 11. března 2020 |
| 24           | 24        | Propuesta Tentadora                          | 22. srpna 2019       | 12. března 2020 |
| 25           | 25        | Pensamientos Mal Entendidos                  | 23. srpna 2019       | 13. března 2020 |
| 26           | 26        | Cuatro Corazones En Una Canción              | 26. srpna 2019       | 16. března 2020 |
| 27           | 27        | Encuentros Ocultos                           | 27. srpna 2019       | 17. března 2020 |
| 28           | 28        | Los Tonos de Una Amenaza                     | 28. srpna 2019       | 18. března 2020 |
| 29           | 29        | Si Un Camino Se Cierra, Otro Siempre Se Abre | 29. srpna 2019       | 19. března 2020 |
| 30           | 30        | Tu Color Para Pintar                         | 30. srpna 2019       | 20. března 2020 |
| 31           | 31        | Cerca de Mí                                  | 2. září 2019         | 23. března 2020 |
| 32           | 32        | Verdades Ocultas                             | 3. září 2019         | 24. března 2020 |
| 33           | 33        | Rastros de un Pañuelo Dorado                 | 4. září 2019         | 25. března 2020 |
| 34           | 34        | De El Odio No Sale Nada Bueno                | 5. září 2019         | 26. března 2020 |
| 35           | 35        | Ahogados en Sentimientos                     | 6. září 2019         | 27. března 2020 |
| 36           | 36        | Caminos Divididos                            | 9. září 2019         | 30. března 2020 |
| 37           | 37        | Lejos, Sin Querer                            | 10. září 2019        | 31. března 2020 |
| 38           | 38        | La Esperanza es Lo Último que Se Pierde      | 11. září 2019        | 1. dubna 2020   |
| 39           | 39        | La Música Puede Unirnos                      | 12. září 2019        | 2. dubna 2020   |
| 40           | 40        | Penas de Un Primer Amor                      | 13. září 2019        | 3. dubna 2020   |

#### Třetí část:To nejlepší začíná(2019)
| Č. v seriálu | Č. v řadě | Původní název                          | Premiéra v Argentině | Premiéra v ČR  |
| ------------ | --------- | -------------------------------------- | -------------------- | -------------- |
| 41           | 41        | Beso inesperado                        | 14. října 2019       | 6. dubna 2020  |
| 42           | 42        | Las huellas de la tristeza             | 15. října 2019       | 7. dubna 2020  |
| 43           | 43        | Cada sentimiento brillará por ti       | 16. října 2019       | 8. dubna 2020  |
| 44           | 44        | La inspiración a nuestro alrededor     | 17. října 2019       | 9. dubna 2020  |
| 45           | 45        | Trampas en nuestro camino              | 18. října 2019       | 10. dubna 2020 |
| 46           | 46        | La conspiración contra nosotros        | 21. října 2019       | 13. dubna 2020 |
| 47           | 47        | Las cartas que me llevan a ti          | 22. října 2019       | 14. dubna 2020 |
| 48           | 48        | Por ti no me detendré                  | 23. října 2019       | 15. dubna 2020 |
| 49           | 49        | El estilo de una proposición astuta    | 24. října 2019       | 16. dubna 2020 |
| 50           | 50        | Me dejaré llevar                       | 25. října 2019       | 17. dubna 2020 |
| 51           | 51        | La actitud que nos lleva               | 28. října 2019       | 20. dubna 2020 |
| 52           | 52        | Al ritmo de nuestro corazón            | 29. října 2019       | 21. dubna 2020 |
| 53           | 53        | Nadie es responsable de lo que sientes | 30. října 2019       | 22. dubna 2020 |
| 54           | 54        | Una cancion que nos conecta            | 31. října 2019       | 23. dubna 2020 |
| 55           | 55        | #SoyComoSoy                            | 1. listopadu 2019    | 24. dubna 2020 |
| 56           | 56        | Ilusión de esperanzas                  | 4. listopadu 2019    | 27. dubna 2020 |
| 57           | 57        | Nada fue como esperábamos              | 5. listopadu 2019    | 28. dubna 2020 |
| 58           | 58        | BeU tu vida                            | 6. listopadu 2019    | 29. dubna 2020 |
| 59           | 59        | Si tú estás conmigo                    | 7. listopadu 2019    | 30. dubna 2020 |
| 60           | 60        | Si vuelvo a nacer                      | 8. listopadu 2019    | 1. května 2020 |